# آل مكسر (مودية)

تعديل مصدري - تعديل

آل مكسر هي إحدى قرى عزلة مودية بمديرية مودية التابعة لمحافظة أبين، بلغ تعداد سكانها 577 نسمة حسب تعداد اليمن لعام 2004.